# Lagopus
Lagopus – rodzaj ptaków z podrodziny bażantów (Phasianinae) w rodzinie kurowatych (Phasianidae).

## Rozmieszczenie geograficzne
Rodzaj obejmuje gatunki występujące w Ameryce Północnej i Eurazji.

## Morfologia
Długość ciała 31–43 cm; masa ciała samców 326–900 g, samic 358–750 g.

## Systematyka
Rodzaj zdefiniował w 1760 roku francuski zoolog Mathurin Jacques Brisson w publikacji własnego autorstwa poświęconej ornitologii. Gatunkiem typowym jest (absolutna tautonimia) pardwa mszarna (L. lagopus).

### Etymologia
- Lagopus: łac. lagopus, lagopodis ‘pardwa’, od gr. λαγωπους lagōpous, λαγωποδος lagōpodos ‘pardwa, szorstko-stopy jak zając’, od λαγως lagōs ‘zając’; πους pous, ποδος podos ‘stopa’[9].
- Attagen: łac. attagen, attagenis ‘ptak łowny’, od gr. ατταγην attagēn, ατταγηνος attagēnos ‘frankolin’ (por. średniowiecznołac. attagines ‘pardwa’). Ptak ten był wymieniany przez wielu autorów klasycznych i pomimo licznych wcześniejszych identyfikacji, panuje ogólna zgoda, że jest to frankolin obrożny[10]. Gatunek typowy (późniejsze oznaczenie)[11]: Tetrao mutus Montin, 1776.
- Oreias: gr. ορειας oreias, ορειαδος oreiados ‘z gór, górska nimfa, Oready’, od ορος oros, ορεος oreos ‘góra’[12].  Gatunek typowy (oznaczenie monotypowe): Tetrao scoticus Latham, 1787.
- Acetinornis: gr. ακητον akēton ‘najlepszy, najdoskonalszy’; ορνις ornis, ορνιθος ornithos ‘ptak’ (por. gr. ακεντρος akentros ‘bez ostrogi’)[13]. Gatunek typowy (oznaczenie monotypowe): Tetrao scoticus Latham, 1787.
- Keron: lap. nazwa Keron dla pardwy górskiej[14]. Gatunek typowy (późniejsze oznaczenie): Tetrao mutus Montin, 1776.

### Podział systematyczny
Do rodzaju należą następujące gatunki:
- Lagopus scotica (Latham, 1787) – pardwa szkocka
- Lagopus lagopus (Linnaeus, 1758) – pardwa mszarna
- Lagopus muta (Montin, 1781) – pardwa górska
- Lagopus leucura (J. Richardson, 1831) – pardwa białosterna